# يوهانس إكشتاين
يوهانس إكشتاين (بالألمانية: Johannes Eckstein)‏ هو نحات ورسام ألماني، ولد في 25 نوفمبر 1735 في Poppenreuth ‏ في ألمانيا، وتوفي في 27 يونيو 1817 في هافانا في كوبا.